# FK Altaï Semeï
Maillots
Le Altaï Semeï Fýtbol Klýby (en kazakh : Алтай Семей Футбол Клубы), plus couramment abrégé en Altaï Semeï, est un ancien club kazakh de football fondé en 2016 et disparu en 2017, et basé dans la ville de Semeï,.
Il est issu de la fusion en 2016 entre le FK Spartak Semeï et le Vostok Öskemen.

## Histoire
L'histoire du club débute en 2016, en seconde division kazakhe où il ne restera qu'un an, avec une seconde place synonyme de promotion en première division pour la saison 2017.
Sa promotion est cependant annulée par la fédération kazakhe qui refuse d'octroyer une licence au club. Ne parvenant pas non plus à obtenir de licence de deuxième division, le club est finalement dissous au début du mois d'avril 2017 après une seule année d'existence.

## Palmarès
| Compétitions nationales                                  |
| -------------------------------------------------------- |
| - Championnat du Kazakhstan D2 : - Vice-champion : 2016. |

## Personnalités du club

### Présidents du club
- Serjan Tchaijounousov

### Entraîneurs du club
- Igor Vostrikov (5 janvier 2016 - 24 avril 2016)
- Sergueï Timofeev (26 avril 2016 - 16 octobre 2016)
- Boris Gloutchkov (16 octobre 2016 - 2017)